# Chrysometa nigrovittata
Chrysometa nigrovittata là một loài nhện trong họ Tetragnathidae.
Loài này thuộc chi Chrysometa. Chrysometa nigrovittata được Eugen von Keyserling miêu tả năm 1865.